# ایوان بتسدا

ایوان بتسدا (به انگلیسی: Bethesda Terrace) در پارک مرکزی نیویورک قرار دارد و مشرف به یک دریاچه است. این ایوان دو سطح دارد که از طریق دو پلکان بزرگ به یکدیگر متصل می‌شوند. در زیر ایوان مسیری وجود دارد که بخش پایینی را از جنوب به بازار پارک مرکزی و سالن تئاتر الکان نامبرگ وصل می‌کند. تراس بالایی به تقاطع خیابان هفتاد و دوم راه دارد و بخش پایین فضایی را برای تماشای دریاچه مهیا می‌کند.

## آب‌نمای بتسدا

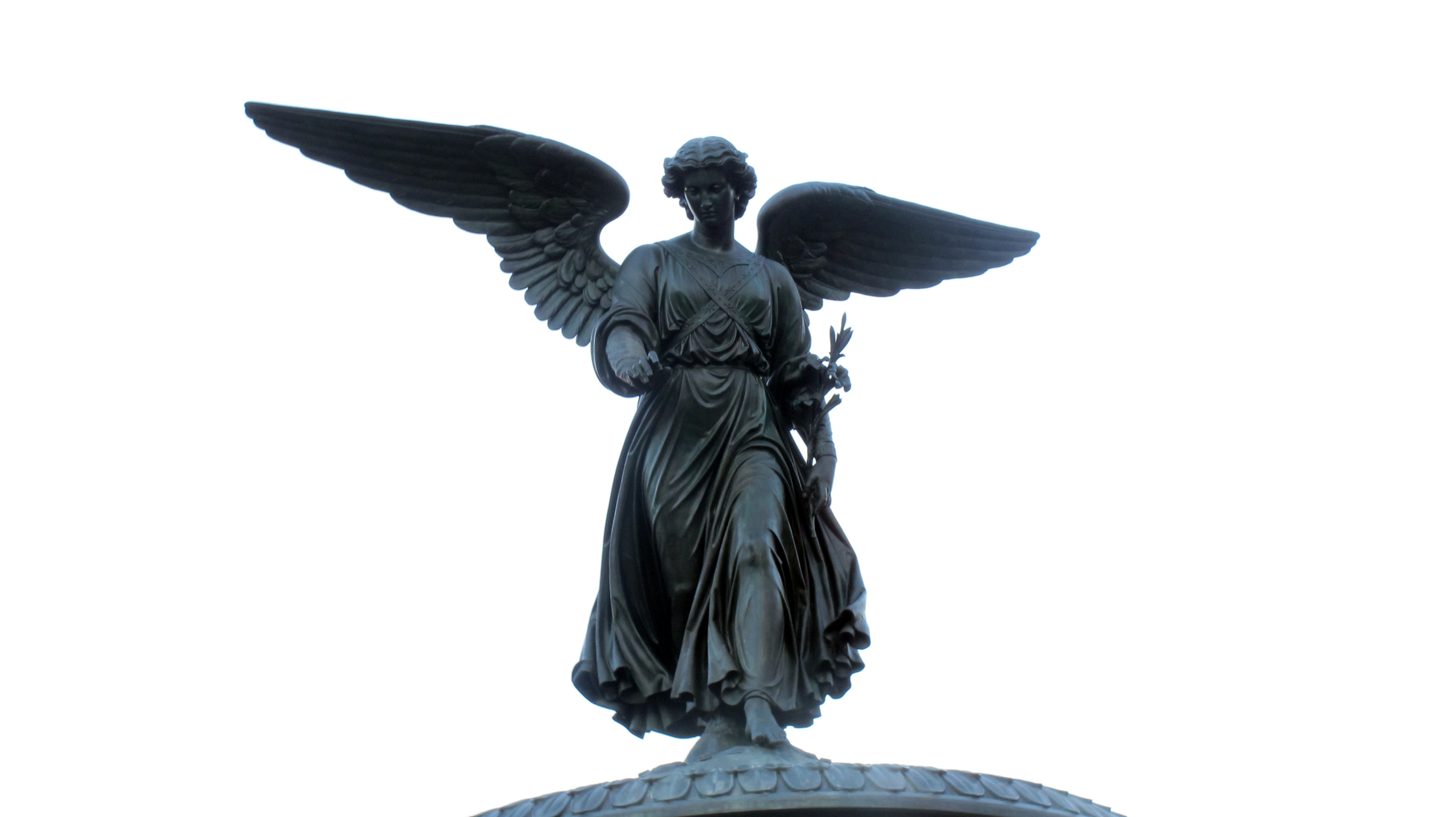

در سطح پایینی ایوان، حوض و آب‌نمایی قرار دارد که در مرکز آن مجسمه‌ای نصب شده‌است. این مجسمه در سال ۱۸۶۸ توسط اما استبینز ساخته شد و در سال ۱۸۷۳ پرده‌برداری شد. این مجسمه برنزی۸ فوت ارتفاع دارد و فرشته زن بالداری را نشان می‌دهد که پایش را روی بخش بالایی آب‌نما گذاشته است. آب از زیر پای او به حوضچه پایینی و در نهایت به حوض بزرگ می‌ریزد. این تنها مجسمه پارک مرکزی است که در طراحی اولیه پارک موجود بود. زیر پای فرشته زن چهار کروپی به نشانه اعتدال، خلوص، سلامت و صلح قرار گرفته‌اند.